# Ornithogalum naviculum
Ornithogalum naviculum är en sparrisväxtart som beskrevs av Winsome Fanny 'Buddy' Barker och Anna Amelia Obermeyer. Ornithogalum naviculum ingår i släktet stjärnlökar, och familjen sparrisväxter. Inga underarter finns listade i Catalogue of Life.